# Garnay
Garnay é uma comuna francesa na região administrativa do Centro, no departamento Eure-et-Loir. Estende-se por uma área de 14,12 km². Em 2010 a comuna tinha 919 habitantes (densidade: 65,1 hab./km²).